# Бадњевац (Баточина)
Бадњевац је насеље у Србији у општини Баточина у Шумадијском округу. Према попису из 2022. има 920 становника (према попису из 2011. било је 1084 становника).

## Географија
Територија села Бадњевац налази се у централном делу Србије. Смештена је у источном пределу Шумадије и захвата сливно подручје доњег тока Лепенице. Налази се у југозападном делу општинске територије Баточине. Део насеља смештен је на левој, а део на десној обали Лепенице (притоке Велике Мораве).
Бадњевац се налази на 151 метара надморске висине, на 11 км југозападно од Баточине, 24 км северно од Крагујевца и 128 км јужно од Београда. Кроз Бадњевац пролази железничка пруга Лапово - Крагујевац - Краљево. Налази се на два километра од магистралног пута Баточина - Крагујевац - Краљево - Чачак.

## Историја
У Бадњевцу постоје налазишта из доба неолита. Такође у селу се налазе и налазишта из бронзаног доба.
Бадњевац је у аустријском попису из 1718. године означен као пусто село, под називом Баче. У турском попису 1739/41. године село се зове Бадњевац што значи да је то име добило у току аустријске окупације и да је од Бачева постао Бадњевац. Бадњевац се брзо насељавао, број кућа је растао и када је кнез Милош Обреновић почео да организује општине у ослобођеној Србији, село је добило своју општину, укључујући у њој Никшић и Жировницу. На првом попису након завршетка Другог српског устанка 1818. Бадњевац је имао 43. домаћинства са 97 харачких глава. У селу је 1903. године било 1674 становника. Године 1910. Бадњевац је имао 332 куће са 1880 људи, а крајем јануара 1921. године у њему су живели 1624 човека.
Године 1847. је основана приватна школа. Прва државна школа је основана 1868. године.

### Археолошка налазишта и спомен обележја у Бадњевцу
- Смрдан (неолит)
- Шупљаја (средњи век)
- Виногради: (и бронзано Гвоздено доба)
- Споменик жртвама Првог и Другог светског рата

## Црква Светих апостола Петра и Павла
Црква у Бадњевцу је грађена у периоду од 1896. до 1903. године. Црква слави Светог Петра и Павла. Најзаслужнији за градњу цркве био је свештеник Јован Божић. Извођач радова је био Оскар Вендлер, протестант из Саксоније који је заједно са супругом Хермином направио кућицу близу железничке станице и ту остао до смрти 1933. године.

## Школство
Основна школа у Бадњевцу основана је 1844. године. Иницијатор за њено оснивање био је свештеник Радован Божић, а за учитеља је дошао Јеврем Миљковић из Гложана. Према подацима за прво полугође 1847. године школа је имала 20 ученика. Учитељ је 1848. године напустио Бадњевац. Те године отворила се школа у манастиру Грнчарица те су бадњевачка деца тамо наставила школовање. Нека су деца касније ишла у школу у Сипићу. Овакво стање је потрајало све до 1868. године када је бадњевачка општина замолила Начелство среза лепеничког да се заузме код надлежних за дозволу отварања школе у Бадњевцу. Дана 20. августа Начелство је донело одлуку да је за школу припремљено све што треба и да Министарство може да постави учитеља. Први учитељ био је Милосав Дубонац. Бадњевац је 1892. године подигао нову школску зграду.
Године 1971. године школа у Бадњевца је била припојена школи у Баточини и добила је име „14. октобар“. Од тада је школа радила као саставни део школе у Баточини. Већ школске 1980/81. године школи се враћа њено старо име „Нада Наумовић“ и више није у саставу школе из Баточине. Због повећаног броја ђака, а самим тим и недовољног школског простора, 1987. године почела је доградња спрата на новој школи. Школа је поново 1992. године припојена Баточини и променила је име у „Свети Сава“ Ученици који похађају V, VI, VII и VIII разред из својих места (Жировница, Милатовац, Прњавор) иду у Бадњевац у школу. Имају обезбеђен аутобуски превоз.

## Демографија
Ово насеље је великим делом насељено Србима (према попису из 2022. године), а у последња три пописа, примећен је пад у броју становника.
|             | \| Демографија[7] \| Демографија[7] \| Демографија[7] \| \| Година \| Становника \| Становника \| \| -------------- \| -------------- \| -------------- \| \| 1948. \| 1.527 \| \| \| 1953. \| 1.547 \| \| \| 1961. \| 1.620 \| \| \| 1971. \| 1.478 \| \| \| 1981. \| 1.413 \| \| \| 1991. \| 1.272 \| 1.212 \| \| 2002. \| 1.165 \| 1.197 \| \| 2011. \| 1.084 \| \| \| 2022. \| 920 \| \| |            |
| Демографија | |            |
| Година      | Становника | Становника |
| 1948.       | 1.527 |            |
| 1953.       | 1.547 |            |
| 1961.       | 1.620 |            |
| 1971.       | 1.478 |            |
| 1981.       | 1.413 |            |
| 1991.       | 1.272 | 1.212      |
| 2002.       | 1.165 | 1.197      |
| 2011.       | 1.084 |            |
| 2022.       | 920 |            |

| Етнички састав према попису из 2022.‍ | Етнички састав према попису из 2022.‍ | Етнички састав према попису из 2022.‍ | Етнички састав према попису из 2022.‍ | Етнички састав према попису из 2022.‍ |
| ------------------------------------ | ------------------------------------ | ------------------------------------ | ------------------------------------ | ------------------------------------ |
|                                      |                                      |                                      |                                      |                                      |
| Срби                                 | Срби                                 |                                      | 859                                  | 93,37%                               |
| Остали                               | Остали                               |                                      | 4                                    | 0,43%                                |
| Непознато                            | Непознато                            |                                      | 56                                   | 6,09%                                |
| укупно: 920                          |                                      |                                      |                                      |                                      |

| \| \| м \| \| \| ж \| \| ? \| 5 \| \| \| 1 \| \| 80+ \| 10 \| \| \| 15 \| \| 75—79 \| 25 \| \| \| 43 \| \| 70—74 \| 51 \| \| \| 52 \| \| 65—69 \| 38 \| \| \| 47 \| \| 60—64 \| 30 \| \| \| 38 \| \| 55—59 \| 24 \| \| \| 17 \| \| 50—54 \| 47 \| \| \| 40 \| \| 45—49 \| 48 \| \| \| 48 \| \| 40—44 \| 44 \| \| \| 30 \| \| 35—39 \| 33 \| \| \| 25 \| \| 30—34 \| 36 \| \| \| 41 \| \| 25—29 \| 32 \| \| \| 32 \| \| 20—24 \| 36 \| \| \| 23 \| \| 15—19 \| 42 \| \| \| 32 \| \| 10—14 \| 36 \| \| \| 24 \| \| 5—9 \| 48 \| \| \| 30 \| \| 0—4 \| 23 \| \| \| 19 \| \| Просек : \| 40,8 \| \| \| 45,5 \| |      |  |  |      |
| |      |  |  |      |
| | м    |  |  | ж    |
| ? | 5    |  |  | 1    |
| 80+ | 10   |  |  | 15   |
| 75—79 | 25   |  |  | 43   |
| 70—74 | 51   |  |  | 52   |
| 65—69 | 38   |  |  | 47   |
| 60—64 | 30   |  |  | 38   |
| 55—59 | 24   |  |  | 17   |
| 50—54 | 47   |  |  | 40   |
| 45—49 | 48   |  |  | 48   |
| 40—44 | 44   |  |  | 30   |
| 35—39 | 33   |  |  | 25   |
| 30—34 | 36   |  |  | 41   |
| 25—29 | 32   |  |  | 32   |
| 20—24 | 36   |  |  | 23   |
| 15—19 | 42   |  |  | 32   |
| 10—14 | 36   |  |  | 24   |
| 5—9 | 48   |  |  | 30   |
| 0—4 | 23   |  |  | 19   |
| Просек : | 40,8 |  |  | 45,5 |

| Година пописа     | 1948. | 1953. | 1961. | 1971. | 1981. | 1991. | 2002. |
| ----------------- | ----- | ----- | ----- | ----- | ----- | ----- | ----- |
| Број домаћинстава | 350   | 362   | 394   | 380   | 382   | 346   | 351   |

| Број чланова      | 1  | 2  | 3  | 4  | 5  | 6  | 7  | 8 | 9 | 10 и више | Просек |
| ----------------- | -- | -- | -- | -- | -- | -- | -- | - | - | --------- | ------ |
| Број домаћинстава | 75 | 71 | 46 | 61 | 47 | 36 | 10 | 1 | 3 | 1         | 3,32   |

| Пол    | Укупно | Неожењен/Неудата | Ожењен/Удата | Удовац/Удовица | Разведен/Разведена | Непознато |
| ------ | ------ | ---------------- | ------------ | -------------- | ------------------ | --------- |
| Мушки  | 501    | 144              | 303          | 35             | 19                 | 0         |
| Женски | 484    | 76               | 305          | 94             | 8                  | 1         |
| УКУПНО | 985    | 220              | 608          | 129            | 27                 | 1         |

| Пол    | Укупно                    | Пољопривреда, лов и шумарство | Рибарство                            | Вађење руде и камена | Прерађивачка индустрија       |
| ------ | ------------------------- | ----------------------------- | ------------------------------------ | -------------------- | ----------------------------- |
| Мушки  | 242                       | 88                            | 0                                    | 6                    | 47                            |
| Женски | 119                       | 51                            | 0                                    | 0                    | 19                            |
| Укупно | 361                       | 139                           | 0                                    | 6                    | 66                            |
|        |                           |                               |                                      |                      |                               |
| Пол    | Производња и снабдевање   | Грађевинарство                | Трговина                             | Хотели и ресторани   | Саобраћај, складиштење и везе |
| Мушки  | 10                        | 2                             | 24                                   | 5                    | 33                            |
| Женски | 1                         | 0                             | 20                                   | 2                    | 6                             |
| Укупно | 11                        | 2                             | 44                                   | 7                    | 39                            |
|        |                           |                               |                                      |                      |                               |
| Пол    | Финансијско посредовање   | Некретнине                    | Државна управа и одбрана             | Образовање           | Здравствени и социјални рад   |
| Мушки  | 2                         | 2                             | 8                                    | 5                    | 1                             |
| Женски | 3                         | 1                             | 1                                    | 9                    | 3                             |
| Укупно | 5                         | 3                             | 9                                    | 14                   | 4                             |
|        |                           |                               |                                      |                      |                               |
| Пол    | Остале услужне активности | Приватна домаћинства          | Екстериторијалне организације и тела | Непознато            | Непознато                     |
| Мушки  | 3                         | 0                             | 0                                    | 6                    | 6                             |
| Женски | 3                         | 0                             | 0                                    | 0                    | 0                             |
| Укупно | 6                         | 0                             | 0                                    | 6                    | 6                             |

## Порекло становништва
Бадњевац су основали после велике сеобе 1690. године досељеници са Косова.
- Бабићи досељени из Ибарског Колашина. Божићи чији су (огранци у Ботуњу, Губеревцу, Доњим Јарушицама и Чумићу).
- Карићи (од којих су Балтићи), Петровићи (од којих су се разгранали Миловановићи звани Карапатићи, Пантићи, Милановићи и Милојевићи) сви дошли са Косова.
- Савићи и Маријићи који су у исто време дошли из Косовске Митровице. Сви се прво настанили у Реснику, а око половине XVIII века, преселили су се у Бадњевац. Највећи број досељеника је из Бугарске, па са Косова. Из Лепеничких насеља и других области. (подаци датирају из 1920) године[10]

## Пољопривреда
Пољопривреда је водећа привредна грана по обиму производње као и по запослености локалног становништва.
Сточарство је најзначајнија грана производње у пољопривреди у Бадњевцу. Сточарство је најтраженији део пољопривреде, јер њени производи (месо, маст, млеко, јаја) спадају у главне прехрамбене производе становништва. Сељак ситног пољопривредног газдинства у Бадњевцу је сваштар, гаји више врста стоке. Гаји говеда, свиње, овце, коње и живину.

## Манифестације у Бадњевцу
- Петровдански сабор

Негује изворно народно стваралаштво, фолклорне игре, песме и обичаје Шумадије. Окупља сва културно-уметничка друштва из општине Баточина, као и госте из свих крајева Србије.

## Спорт
У Бадњевцу је прву фудбалску лопту донео 1922. године студент Богосав Драгојевић из аустријског Граца. Постоје два фудбалска клуба, Бадњевац и Лепеница. Више успеха имао је фудбалски клуб Бадњевац.
До 1942. године клуб се звао Бадњевац, а од тада до 1944. носи име Лепеница, а потом Омладинац. У периоду од 1950. до 1952. године клуб се звао Задругар, а затим поново Омладинац до 1991. године када постаје професионални клуб под својим првим именом ФК Бадњевац. Прво званично игралиште клуб је добио после Другог светског рата. Године 1995. изграђен је стадион који прима око 8.000 места, има две покривене трибине и рефлекторе. Један је од најлепших сеоских стадиона у Србији, а и многи градови немају такав стадион. Најславнији период почео је почетком деведесетих. У сезони 1990/91. клуб је постао првак Шумадијске лиге, а следеће је био шампион и у Шумадијско-поморавској лиги па је такмичење наставио у Другој српској лиги. У сезони 1991/92 Бадњевчани постају прваци Друге српске лиге група центар, а у сезони 1992/93 у Српској лиги Запад освајају прво место. У јесен 1993. клуб је такође освојио прво место у II Б лиги. Највећи успех клуб је остварио у купу Југославије 1996. године када је стигао до полуфинала, али је укупним резултатом 3:2 након два меча елиминисан од Партизана.
Лепеница је основана 2006. године. Након две сезоне у општинској лиги Баточина, клуб се пласирао у Међуопштинску лигу Рача-Кнић-Баточина након што је освјио прво место 2008. године. У овом рангу се такмичио четири године, а у сезони 2011/12 клуб је остварио највећи успех освајањем првог места и пласманом Шумадијску окружну лигу. Прво место је освојено са пет бодова предности у односу на општинског ривала екипу ЖСК из Жировнице.
У дебитантској сезони у Шумадијској лиги освојено је високо друго место. Бадњевачани су били други са само 3 бода мање од првопласиране Шумадије из Топонице. Следеће сезоне направили су корак даље. Полусезону су завршили на првом месту са 13 победа, једним поразом и једним нерешеним резултатом и гол разликом 47:5. У другом делу првенства задржали су прву позицију са 12 поена више од Шаторње и први пут у историји пласирали се у четврти ранг такмичења, Зону Дунав.

## Знаменити Бадњевачани
- Андра Божић, свештеник и један од организатора Равногорског покрета
- Славољуб Кизић, фудбалер и тренер
- Владан Петровић, инжењер, научник и изумитељ

## Галерија
- Стадион
- Споменик из народноослободилачке борбе